# Trouw
Pour l’article homonyme, voir Elise Trouw.
Trouw (traduisible en français par « fidèle ») est un quotidien néerlandais à diffusion nationale fondé par la résistance et publié pour la première fois le 18 février 1943.
À l'origine créé en tant que journal du soir, il est aujourd'hui publié le matin tous les jours ouvrables depuis Amsterdam. En termes de diffusion, Trouw est le cinquième quotidien des Pays-Bas en 2016 avec un tirage de 88 604 exemplaires quotidiens.
Classé parmi les quotidiens néerlandais « de qualité », il dispose d'un lectorat politiquement proche de l'Appel chrétien-démocrate, parti de centre droit,. Journal de tradition chrétienne, il a historiquement une ligne éditoriale d'inspiration chrétienne-démocrate, plutôt centriste et aujourd'hui fortement sécularisée en comparaison aux deux autres quotidiens nationaux chrétiens que sont le Nederlands Dagblad et le Reformatorisch Dagblad.
Aujourd'hui, Trouw est un journal de qualité qui met l'accent sur la religion, la philosophie, le développement durable et la nature, les soins de santé, l'éducation et la science.
Le journal est la propriété de DPG Media.

## Histoire
Trouw est issu de la résistance protestante de la Seconde Guerre mondiale. Sa première parution date du 18 février 1943 sous le nom Oranje Bode (c'est-à-dire le « messager d'Orange »).
Rapidement, le nom du journal change pour devenir Trouw (« fidèle » ou « fiable » en français) ; il a été choisi pour montrer sa fidélité à Dieu et au pays pendant l'occupation allemande des Pays-Bas qui avait commencé en 1940.
Ses fondateurs venaient de la résistance protestante néerlandaise. Parmi les premiers participants, des centaines d'entre eux (chargés de l'impression ou de la distribution) sont arrêtés et certains exécutés. Le journal était publié de manière irrégulière en raison du manque de papier.
Le premier rédacteur en chef en est Sieuwert Bruins Slot (nl) sous le pseudonyme « Zwart » (« Noir »).
En 1944, le SD tenté d'enrayer la diffusion du journal en emprisonnant plus d'une centaine de personnes chargées de la distribution et en condamnant à mort vingt-trois d'entre elles : le SD a alors adressé un ultimatum aux dirigeants de Trouw pour qu'ils arrêtent la publication du journal, menaçant d'exécuter les distributeurs des journaux ; l'étudiant Wim Speelman (nl), l'un des organisateurs de Trouw, en même temps de Vrij Nederland, n'obtempéra pas pour ne pas « poignarder dans le dos » la résistance ; les vingt-trois sont exécutés. Speelman est lui-même arrêté six mois plus tard et fusillé, en février 1945.
Après la guerre, Trouw est devenu un quotidien, et a confirmé son adhésion aux idées des Églises réformées des Pays-Bas. En 1967, son rédacteur en chef déclara que le journal ne devait pas être uniquement destiné aux chrétiens ; ainsi, au cours des dernières années du XXe siècle, le journal s'est progressivement transformé : de journal protestant orthodoxe et conservateur, il est devenu journal œcuménique et moderne. Au fil du temps, le pourcentage de lecteurs se revendiquant chrétiens s'est considérablement amoindri : de 69 % en 1965, il est tombé à 48 % en 1979 et à 28 % en 1999. La diffusion du journal était d’environ cent trente mille exemplaires à la fin du XXe siècle.
En 1975, Trouw s’est rapproché de PCM Uitgevers N.V. (nl), l’éditeur du de Volkskrant et du Het Parool, deux autres journaux à diffusion nationale.
Le 3 février 2005, Trouw est passé à un format plus compact. La même année, il a confirmé qu'il tentait de rester un quotidien enraciné dans la tradition chrétienne, tout en tentant d’aider toute personne ressentant un besoin d’accompagnement moral et spirituel.
Aujourd’hui, Trouw fait partie de DPG Media, le groupe anciennement appelé « PCM Uitgevers N.V. », renommé après que la maison d’édition belge « De Persgroep » a acquis une part majoritaire dans PCM à l'été 2009. Ce groupe détient aussi les journaux Het AD, Het Parool et de Volkskrant.

## Description
Trouw est considéré comme un des journaux nationaux néerlandais de qualité, comme NRC Handelsblad et de Volkskrant. Trouw se distingue des autres journaux en mettant l'accent sur l'approfondissement et l'interprétation de l'actualité au quotidien dans la section "De Verdieping" qui lui est spécialement consacrée. En semaine, le journal est publié en deux sections standard : une section d'actualités et la section De Verdieping. Le samedi, le journal contient le magazine "Tijdgeest" avec des interviews, des articles sur les voyages, la cuisine et le jardinage ainsi que des critiques de livres.
En raison de son histoire, il se distingue des autres par l’attention particulière qu'il accorde à la philosophie et aux religions.

## Actualité récente
Le 4 janvier 2012, Trouw publie un article condamnant l’accueil prénatal israélien, en le comparant à l’eugénisme nazi (notamment l’Aktion T4) ou à la guerre démographique palestinienne,.